# Кулабердино
Кулабердино (тат. Кодыбирде) — деревня в Кайбицком районе Татарстана в 11 км северней Больших Кайбиц. Входит в состав Багаевского сельского поселения.

## География
Северней деревни на расстоянии около 1,8 км протекает река Кубня.

## История
Деревня известна с периода Казанского ханства с 1646 года.
До отмены крепостного права в 1861 году жители относились к категории помещичьих крестьян. Основными занятиями населения были земледелие и скотоводство, также были распространены кузнечный и овчинный промыслы.
В начале XX века в деревне функционировали ветряная мельница и мелочная лавка. Земельный надел сельской общины составлял 350 десятин.
В 1931 году в Кулабердино был организован колхоз «Путь к свету», который в 1951 году вошёл в состав объединённого колхоза «Путь к коммунизму» (вместе с сёлами Арасланово и Багаево). В 1994 году хозяйство было преобразовано в ассоциацию крестьянских хозяйств «Колос», а в 2004 году — в товарищество на вере «Хамидуллин и компания агрофирма „Нива“». В 2005 году оно было переименовано в ООО «Золотая Нива», а с 2013 года функционирует как ООО «Агрофирма „Ак Барс Кайбицы“».
До 2004 года в деревне действовала начальная школа, для которой в 1990 году было построено новое здание.

### Административная принадлежность
С конца XIX века до 1920 года деревня входила в Азелеевскую волость Свияжского уезда Казанской губернии. С 1920 года — в составе Свияжского кантона ТАССР.
В дальнейшем административная принадлежность менялась:
- С 14 февраля 1927 года — в Ульянковском районе,
- С 1 августа 1927 года — в Кайбицком районе,
- С 1 февраля 1963 года — в Буинском районе,
- С 4 марта 1964 года — в Апастовском районе,
- С 19 апреля 1991 года — вновь в Кайбицком районе.

## Демография
| Год  | Население |
| ---- | --------- |
| 1989 | 73        |
| 1997 | 71        |
| 2002 | 65        |
| 2010 | 61        |

Национальный состав на 2010 год: русские (94 %), чуваши (6 %).

## Интересный факт
В Тетюшском районе Татарстана существует село Алабердино, которое в дореволюционных источниках упоминается также как Кулабердино